# وليم راي لوكاس
وليم راي لوكاس (بالإنجليزية: William R. Lucas)‏ هو عسكري أمريكي، ولد في 1 مارس 1922 في نيوبيرن في الولايات المتحدة.